# Ines Jaouadi
Ines Jaouadi (arabe : إيناس الجوادي), née le 15 septembre 1989, est une handballeuse tunisienne. Elle mesure 1,83 m pour 70 kg.
Elle évolue au poste d'arrière gauche avec l'Association sportive féminine du Sahel. Elle fait également partie de l'équipe de Tunisie, avec laquelle elle participe au championnat du monde 2011 au Brésil et au championnat du monde 2017 en Allemagne.

## Palmarès
- Championnat du monde de handball
  - 18e au championnat du monde 2011 ( Brésil)
  - 24e au championnat du monde 2017 ( Allemagne)